# Konstanz (huyện)
Konstanz (hay Constance) là một huyện (Landkreis) nằm ở miền nam bang Baden-Württemberg, Đức. Huyện này giáp với các huyện (theo chiều kim đồng hồ từ phia tây) Schwarzwald-Baar-Kreis, Tuttlingen, Sigmaringen và Bodenseekreis. Về phía nam, Constance giáp với bang Thurgau và Schaffhausen của Thụy Sĩ. Xã Büsingen là một lãnh thổ nằm trong bang Schaffhausen (Thụy Sĩ).

## Xã và thị trấn
| Thị trấn                                                                               | Xã |
| -------------------------------------------------------------------------------------- | --- |
| 1. Aach 2. Engen 3. Konstanz 4. Radolfzell am Bodensee 5. Singen 6. Stockach 7. Tengen | 1. Allensbach 2. Bodman-Ludwigshafen 3. Büsingen am Hochrhein 4. Eigeltingen 5. Gaienhofen 6. Gailingen am Hochrhein 7. Gottmadingen 8. Hilzingen 9. Hohenfels 10. Moos 11. Mühlhausen-Ehingen 12. Mühlingen 13. Öhningen 14. Orsingen-Nenzingen 15. Reichenau 16. Rielasingen-Worblingen 17. Steißlingen 18. Volkertshausen |